# Rinsecke (Kirchhundem)
Rinsecke ist ein Ortsteil mit rund 250 Einwohnern der Gemeinde Kirchhundem im nordrhein-westfälischen Kreis Olpe.

## Geografie

### Lage
Das Dorf Rinsecke gehört zum Süderbergland des Rheinischen Schiefergebirges, das auch als Südsauerland oder Olper Land bezeichnet wird. Darin gehört es zum sogenannten Bilsteiner Bergland. Das Dorf liegt an den westlichen Ausläufern des Rothaargebirges. Umgeben ist es von dem Rinsenberg (595,8 m) im Osten, dem Westerberg (662,1 m) im Südosten, dem Eggenkopf (647,3 m) im Südsüdosten, dem Milsenberg (669,8 m) im Süden, der Lichtenhardt (607,5 m) im Südwesten, dem Engelbertstein (575,3 m) im Westen und dem Beul (452,6 m) im Nordwesten. Nach Norden öffnet sich ein Tal, durch das die Rinsecke zur Hundem hin fließt.
Rinsecke liegt im Naturpark Sauerland-Rothaargebirge. Südöstlich des Dorfes am Eggenkopf befindet sich der Panorama-Park Sauerland Wildpark.

### Nachbarorte
Nachbarorte von Rinsecke sind die Dörfer bzw. Wohnplätze Oberhundem im Nordosten, Rhein-Weser-Turm im Osten, Rüspe im Südosten, Heinsberg im Süden, Albaum im Südwesten, Marmecke im Westen, Würdinghausen im Nordwesten und Selbecke im Nordnordwesten.

## Geschichte
Die bislang früheste bekannte schriftliche Erwähnung des Ortes kommt 1393 in den Lehenbüchern der Grafen von der Mark vor. Dort wird das Gut „to Rindesbike myt der wiltbane“ genannt. Beim Grundwort des Ortsnamens – becke – handelt es sich um eine Gewässerbezeichnung, die heute mit „Bach“ übersetzt werden kann. Das Bestimmungswort könnte mit dem Begriff „Rind“ zusammenhängen. Nach Michael Flöer dürfte sich die Namensgebung des Ortes auf Viehweiden in der Nähe des Bachs oder seine Funktion als Tränge bezogen haben.

### Gemeindezugehörigkeit
Von 1843/44 bis zum 30. Juni 1969 war Rinsecke eine Ortschaft in der zum Amt Kirchhundem gehörenden Gemeinde Oberhundem. Am 1. Juli 1969 kam der Ort durch die kommunale Neugliederung zur heutigen Gemeinde Kirchhundem.

### Religionen

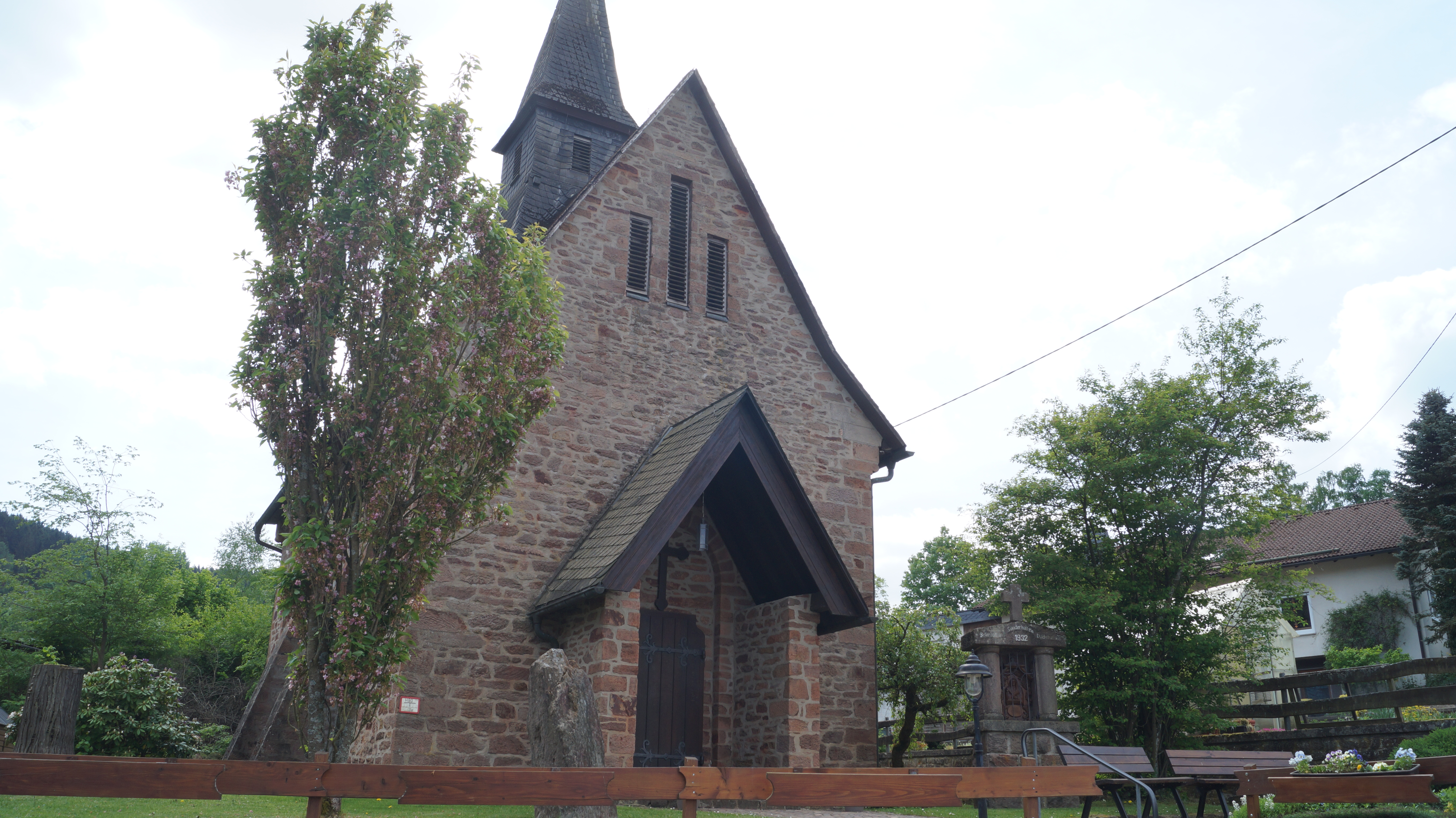
St.-Josef-Kapelle in Rinsecke

Bedingt durch die jahrhundertelange Zugehörigkeit des Ortes zum kurkölnischen Herzogtum Westfalen ist die Bevölkerungsstruktur heute noch überwiegend katholisch geprägt. Von 225 Einwohnern (inkl. Nebenwohnsitzen) gehören 148 der römisch-katholischen Kirche an, 39 sind evangelische Christen und zu 37 Einwohnern liegen dazu keine Angaben vor.
Rinsecke gehört zur möglicherweise im 11. Jahrhundert gegründeten Pfarrei Oberhundem, die heute Teil des Pastoralen Raumes Kirchhundem ist.

## Sehenswürdigkeiten

### Bauwerke
Die katholische Kapelle St. Josef in Rinsecke wurde 1897 erbaut. Ein Ölgemälde mit der Darstellung des Heiligen Josef stammt aus Ecuador und ist ein Geschenk der Schwiegereltern der aus Rinsecke gebürtigen Frau Ursula Porras geb. Schulte-Wrede. Das Martinusfenster stiftete der aus Rinsecke gebürtige Martin Volmert, früherer Landrat des Kreises Iserlohn.

### Naturdenkmäler
Der Engelbertstein auf dem gleichnamigen Berg westlich des Dorfes ist eine 10 bis 15 m hohe und 70 m lange Felsformation. Der Sage nach soll hier der Kölner Kurfürst Engelbert I. anlässlich einer Jagd gerastet haben.

## Wirtschaft und Infrastruktur
Johann Joseph Hanses-Ketteler aus Rinsecke gründete 1862 nach seiner Entlassung aus dem Militärdienst mit fünf Brüdern das Forstkulturgeschäft Gebr. Hanses. Vor der Dienstzeit hatte er schon auf dem elterlichen Hof mit der Forstpflanzenzucht begonnen, was als Geburtsstunde dieses Gewerbezweigs in Deutschland gilt.

### Verkehr
Rinsecke ist über die Kreisstraße 22 an die Landesstraße 553 angeschlossen.

### Bildung
Die Kinder des Dorfes Rinsecke besuchen den katholischen Kindergarten St. Lambertus im Nachbarort Oberhundem und die kath. Grundschule St. Katharina in Heinsberg. Weiterführende Schulen gibt es in Kirchhundem und Lennestadt.

## Persönlichkeiten
- Martin Volmert, Landrat des Kreises Iserlohn